# イード＝ムバラク
イード・ムバーラク（アラビア語: عيد مبارك, ʿīd mubārak, イード・ムバーラク、英語表記例：Eid Mubarak）は「祝福されたイード（祝祭）となりますように」を意味するアラビア語の慣用句。
イスラム教徒祝祭日（イード）を祝う表現であることから、世界各国のイスラム教徒たちによって用いられている。具体的にはラマダーン月明けのイード・アル＝アドハーならびにシャウワール月のイード・アル＝フィトルの際に交わされる文言となっている。

## 地域ごとの違い
全体で、そのほかにもたくさんの挨拶があります。ムハンマドの仲間は、イード・アル・フィトルで会ったとき、アラビア語でお互いに言いました。イスラム世界全体で、イド・アル＝フィトル時の挨拶にはさまざまなバリエーションがあります。

### アラブの世界観
アラブ系イスラム教徒はイードムバラクという言葉を使い、また、幸せな休日を言う多くの方法があります。一部の人は、「kul'am wantum bikhair」といいます。「年を追うごとに元気になりますように」という意味です。 GCCの州には、「Minal Aidin wal Faizin」（منالعايدينوالفايزين）という別の一般的な用語があります。これは、私たちがもう一度神聖になり、断食を成功させることができるという意味のアラブ語です。それに対する返答は、「MinalMaqbulinwalGhanmin」（منالمقبولينوالغانمين）になります。これは、私たちの善行が神に受け入れられ、楽をしたい気持ちに勝つことができるという意味です。

### イランとアフガニスタン、タジキスタン
ペルシャの人々はイランとアフガニスタン、タジキスタンのことを話すときに “eid-e shoma mobarak” (عید شما مبارک) と言うか、 “eid mobarak” (عید مبارک) と言う短縮語を言うことがあります。. 

### ボスニア•ヘルツェゴヴィナ(Herzegovina)
ボシュニャク人のコミュニティーを "Bajram Šerif mubarek olsun"といい、それに対して "Allah razi olsun"と返答します。他の普遍的なEid greeting はボシュニャク人によって"Bajram barećula"と呼ばれています。
セルビアでは、イスラム教徒は通常「Bajram Šerif Mubarek Olsun」と言って祝い、他の人は「Allah Razi Olsun」と答えます。

### トルコとアゼルバイジャン
トルコとアゼルバイジャンでは、トルコ人はお互いにEidをトルコを含み、（あなたのEidが祝福されますように）"Bayraminiz kutlu olsun"や、（良いイードの日を）"İyi Bayramlar",（私たちのEidが祝福されますように）"Bayramımız mübarek olsun"といいます。
ただし、"Eid Mubarak"とは使われません。

### 南アジア
インドとパキスタン及びバングラデシュでは、イード＝ムバラクは握手をするか、ハグを3回及び握手をより多くすることをサラート＝アル＝イードでは望まれています。

#### パキスタン
ウルドゥー語話者は、伝統的に、イードの祈りの後に挨拶をし始めるだけです。しかし、新しい世代は普通、元旦や誕生日などの他の特別な日と同じように、イードの日の真夜中に挨拶を言います。彼らは、伝統的に「Khair Mubarak」(ウルドゥー語: خیر مبارک)に対して「イード・ムバラク」(ウルドゥー語: عید مبارک)と返答します。「Āp ko bhi Eid Mubarak」(ウルドゥー語: آپ کو بھی عید مبارک)は、新たな世代において使われる代替語です。
パシュトー語を話すカイバル・パクトゥンクワ州とアフガニスタン東部のパシュトゥーン人もイードの挨拶「あなたの祭りが祝福されますように」(パシュトー語: اختر د ?? مبارک شه ; akhtar de mubarak sha)を使います。
バロチ語話者(主にバロチスタン州とイランのシスタン州とバルチェスタン州のバローチ人)も「あなたのイードが祝福されますように」(عید تر مبارک با ; aied tara mubarak ba)というイードの挨拶を使用しています。
ブラフイを話す人は、イードの挨拶「Have a blessed Eid」を使用することもあります。(عید نے مبارک مارے ; aied ne mubarak mare)。

#### Bangladesh
Many Bangladeshis may also use the phrase "Eid Mubarak" or "Eid greeting, "Eid's Greetings" (ঈদের শুভেচ্ছা; Eider Shubhechchha).
Muslims in countries such as Indonesia and the Malay language-speaking populations of Malaysia, Brunei, and Singapore use the expression "Selamat Hari Raya" or "Selamat Idul Fitri" (Indonesian) or "Salam Aidilfitri" (Malay). This expression is usually accompanied by the popular expression "Minal Aidin wal Faizin", an Arab sentence meaning "May we be sacred one more time and succeed in our fasting". It is a quotation from a poem written by Shafiyuddin Al-Huli during the time Muslims ruled in Al-Andalus.

#### Philippines
In the Philippines, it is recognized as a legal holiday, though the Arabic greeting of Eid Mubarak has gained traction only recently. The traditional greeting of Muslims in the Philippines resembles that of the neighboring Malay-speaking world. This is namely "Salamat Hariraya Puwasa" (Selamat Hari Raya Puasa) for Eid al-Fitr, and "Salamat Hariraya Hadji" (Selamat Hari Raya Hajji) for Eid al-Adha.

### West Africa
The Hausa language, originally from Northern Nigeria and Niger, is widely spoken among Muslims throughout West Africa. Their equivalent Eid greetings in Hausa is "Barka da Sallah", which translates to "blessed Eid prayers".
In Mali, the greeting in Bambara on Eid al-Adha is "Sambe-Sambe". This greeting is similarly used by countries that have majority Mande speaking peoples, another Lingua Franca spoken by Muslims in West Africa, or were once part of the historic Mali Empire.

#### Ghana
"Ni ti yuun' palli" is the Eid greeting among Dagbanli and Kusaase speakers in Ghana. It means "Happy new Eid season". The Hausa greeting "Barka da Sallah" is also commonly used during the period.